# Silvio Narizzano
Silvio Narizzano (* 8. Februar 1927 in Montréal, Québec; † 26. Juli 2011 in London) war ein kanadischer Filmregisseur, Drehbuchautor und Produzent. Er führte bei über 30 Produktionen für Film und Fernsehen die Regie. Darunter für Kinofilme wie Georgy Girl, Inferno am Fluß, Die größten Gauner weit und breit oder Blutrausch.

## Leben und Werk
Silvio Narizzano, 1927 als Sohn italienischstämmiger Eltern in Montréal, Kanada geboren, erhielt seine Ausbildung in der Bishop-Universität in Quebec. Zu Beginn seiner Filmkarriere Anfang der 1950er Jahre arbeitete er zuerst als Drehbuchautor, produzierte 1952 dann Folgen für die Abenteuerreihe Tales of Adventure und die Serie General Motors Presents, bevor er 1956 mit der Produktion Approach to Theatre erste Erfahrungen im Regiefach sammelte.
Sein Spielfilmdebüt gab er 1965 mit dem Horrorfilm Das düstere Haus. Das Drehbuch stammte von Richard Matheson. Es spielten Tallulah Bankhead, Stefanie Powers, Peter Vaughan und Donald Sutherland.

Ein Jahr später inszenierte Narizzano das romantische Drama Georgy Girl, prominent besetzt mit James Mason, Alan Bates, Lynn Redgrave und Charlotte Rampling. Der Film erhielt bei den Internationalen Filmfestspielen in Berlin 1966 sehr gute Kritiken und war 1967 für den British Academy Film Award in der Kategorie Bester britischer Film nominiert. Bei der Golden-Globe-Verleihung 1967 gab es eine weitere Nominierung als Bester ausländischer Film in englischer Sprache. Die Kritik schrieb dazu: * 

„Mit vielen modischen Extravaganzen der 60er Jahre auf Tempo gebrachte Komödie, von einer sympathischen Hauptdarstellerin schwungvoll gespielt. Ein ansprechender Film mit einer nachdenklich stimmenden Note.“

1968 führte er bei dem avantgardistischen Western Inferno am Fluß mit Terence Stamp, Karl Malden und Joanna Pettet Regie. Der Film konnte mit faszinierenden und surreal photographierten Bildern des Kameramanns Stanley Cortez und einem ungewöhnlichen Soundtrack des griechischen Komponisten Manos Hadjidakis aufwarten.
Seine weiteren Arbeiten für das Kino in den 1970er Jahren waren die Literaturverfilmung von Joe Ortons Roman Loot Die größten Gauner weit und breit (1970) in den Hauptrollen Richard Attenborough und Lee Remick. Es folgten die Filme Blutrausch (1973) mit Franco Nero und Telly Savalas, Man schießt nicht auf den Lehrer (1977) mit Bud Cort und Samantha Eggar, Die Klasse von Miss MacMichael mit Glenda Jackson und Oliver Reed, sowie das Spielfilmdebüt Choices von Demi Moore.
Neben aufwendigen Fernsehfilmen wie Come Back, Little Sheba (1977) mit Laurence Olivier und Joanne Woodward hatte Silvio Narizzano darüber hinaus in seiner Karriere seit Beginn der 1960er Jahre auch viele Episoden namhafter Fernsehserien, inszeniert, darunter Folgen von On Trial, Saki, Maupassant, Paris 1900, BBC2 Playhouse, Play For Today, Mystery!, Alleyn Mysteries, oder Space Cops – Tatort Demeter City.
Am 26. Juli 2011 starb Narizzano in seiner Wahlheimat London in England im Alter von 84 Jahren.

## Filmografie (Auswahl)
- 1964: Das düstere Haus (Fanatic)
- 1966: Georgy Girl
- 1968: Inferno am Fluß (Blue)
- 1970: Die größten Gauner weit und breit (Loot)
- 1973: Blutrausch (Senza ragione)
- 1977: Man schießt nicht auf den Lehrer (Why Shoot the Teacher?)
- 1979: Die Klasse von Miss MacMichael (The Class of Miss MacMichael)
- 1979: Las flores del vicio
- 1981: Choices